# Dark Angel (groupe)
Pour les articles homonymes, voir Dark Angel.
Dark Angel est un groupe de thrash metal, originaire de Los Angeles. Leur style musical (extrêmement rapide, lourd et avec de longues musiques) lui vaut le surnom de « L.A. Caffeine Machine ». Bien que Dark Angel se soit popularisé parmi le grand public au début de sa carrière, son album Darkness Descends, sorti en 1986, est totalement considéré comme un classique du genre thrash.
Après quatre albums studio et de nombreuses tournées dans les années 1980 et début 1990, Dark Angel se sépare en 1992. Ils se reforment en 2002, mais se séparent de nouveau à cause des problèmes vocaux de Ron Rinehart après un accident, forçant le groupe à annuler ses projets. Après quelques mois de rumeurs, Dark Angel annonce officiellement sa seconde formation en octobre 2013.

## Biographie
Formé en 1981, la première formation stable se compose de Don Doty au chant, Eric Meyer et Jim Durkin aux guitares, Rob Yahn à la basse et Jack Schwarz à la batterie. Une démo figura sur la compilation Metal Massacre VI en 1985 et le groupe enregistra plus tard cette année-là son premier album We Have Arrived. Dark Angel fait la promotion de We Have Arrived avec sa toute première tournée aux côtés de Slayer, Megadeth, Venom, Savage Grace, Corrosion of Conformity, Possessed, D.R.I., Exodus et Agent Steel. Gene Hoglan rejoint Dark Angel peu de temps avant la sortie de l’album et l'année suivante, le deuxième album Darkness Descends est enregistré sur le label Combat Records. Rob Yahn part peu de temps après la sortie de l'album (remplacé par Mike Gonzalez) suivi par Don Doty à la fin de la tournée de promotion.
Incertain de la direction à prendre, le groupe fait une pause avant de refaire surface avec Gene Hoglan, la principale force créatrice du groupe. À cette même période, le chanteur de Megadeth, Dave Mustaine, demande à Eric Meyer de se joindre à Megadeth, mais il décline, préférant rester avec Dark Angel. Selon une entrevue menée avec Voices from the Dark Side, Eric Meyer explique être embarrassé par cette situation. Après avoir embauché Ron Rinehart comme nouveau chanteur, Dark Angel enregistre l’album Leave Scars, sorti en 1989, qui vaut à sa musique l’étiquette originale de thrash metal progressif. L'album est félicité par la presse spécialisée et devient le seul de Dark Angel à atteindre les classements Billboard 200, à la 159e place. Brett Eriksen remplace Jim Durkin en 1989. Une autre mise en sommeil suivit puis le groupe enregistre son quatrième et dernier album Time Does Not Heal. Sorti en plein déclin du thrash metal, l’album peut-être trop éloigné du thrash ultra-rapide et ultra-brutal qu'attendaient les fans de Darkness Descends, se vend mal, même si la critique loue sa technicité et sa complexité.
En 1992, à la suite du départ de Ron Rinehart, et malgré un cinquième album en cours d'enregistrement, Gene Hoglan décide de dissoudre le groupe, et rejoint le groupe Death avec lequel il enregistre plusieurs albums.
Le groupe se reforme brièvement en 2002, mais il ne se passe rien de concret. Depuis 2013, le groupe se reforme avec les membres du groupe présent sur l'album Leave Scars la période 1987-1989. Le groupe tourne durant toute l'année 2014 en passant par le Hellfest. Le 1er novembre 2014, le groupe annonce la sortie d'un nouvel album.

## Membres

### Membres actuels
- Jim Durkin (†) – guitare (1981–1989, depuis 2013)
- Eric Meyer – guitare (1984–1992, 2002–2005, depuis 2013)
- Gene Hoglan – batterie (1984–1992, 2002–2005, depuis 2013)
- Mike Gonzalez – basse (1986–1992, depuis 2013)
- Ron Rinehart – chant (1987–1992, 2002–2005, depuis 2013)

### Anciens membres
- Mike Andrade – batterie (1981–1983)
- Rob Yahn – basse (1981–1986)
- Don Doty – chant (1981–1987)
- Jack Schwartz – batterie (1983–1984)
- Bob Gourley – batterie (1984)
- Lee Rausch – batterie (1984)
- Jim Drabos – chant (1987)
- Brett Eriksen – guitare (1989–1991)
- Cris McCarthy – guitare (1991–1992)
- Danyael Williams – basse (2002–2005)

## Discographie

### Albums studio
- 1985 : We Have Arrived
- 1986 : Darkness Descends
- 1989 : Leave Scars
- 1991 : Time Does Not Heal

### Démos, single et best-of
- 1983 : Demo I (démo)
- 1983 : Demo II (démo)
- 1984 : Live Demo (démo)
- 1985 : Merciless Death (single)
- 1985 : Live Demo From Berkeley (démo)
- 1990 : Live Scars
- 1992 : Decade of Chaos (best-of)
- 1992 : Atrocity Exhibition (démo)